# Disortografia
Disortografia é a dificuldade do aprendizado e do desenvolvimento da habilidade da linguagem escrita expressiva. Esta dificuldade pode ocorrer associada ou não a dificuldade de leitura, isto é, a dislexia. Considera-se que 90% das disortografias têm como causa um atraso de linguagem; estas são consideradas disortografias verdadeiras. Os 10% restantes têm como causa uma disfunção neuro-fisiológica.

## Características das disortografias
1. Troca de grafemas: Geralmente as trocas de grafemas que representam fonemas homorgânicos acontecem por problemas de discriminação auditiva. Quando a criança troca fonemas na fala, a tendência é que ela escreva apresentando as mesmas trocas, mesmo que os fonemas não sejam auditivamente semelhantes;
2. Falta de vontade de escrever;
3. Dificuldade em perceber as sinalizações gráficas (parágrafos, travessão, pontuação e acentuação);
4. Dificuldade no uso de coordenação/subordinação das orações;
5. Textos muito reduzidos;
6. Aglutinação ou separação indevida das palavras